# Marko Gregur
Marko Gregur (Koprivnica, 1982.) hrvatski je pisac te doktorand i vanjski asistent Odjela za komunikologiju, medije i novinarstvo Sveučilišta Sjever.
Predsjednik je organizacijskog odjela međunarodnog festivala književnosti Galovićeva jesen. Pokretač je i predsjednik organizacijskog odjela festivala Alpe Jadran Festival mladih pisaca (2016. – 2018.).
Jedan je od pokretača i glavni urednik časopisa za književnost Artikulacije.
Tajnik je Društva hrvatskih književnika.

## Životopis
Studirao je i završio studij poslovne ekonomije na Ekonomskom fakultetu u Zagrebu, preddiplomski stručni studij odnosa s javnošću i medija na Sveučilištu Vern', specijalistički studij međunarodnih odnosa i diplomacije na Visokoj školi međunarodnih odnosa i diplomacije Dag Hammarskjöld u Zagrebu te sveučilišni diplomski studij novinarstva na Sveučilištu Sjever.

## Djela
Objavio je knjige:
- Lirska grafomanija, Naklada Ceres, poezija, 2011.
- Peglica u prosincu, DHK PPO, kratke priče, 2012.
- Divan dan za Drinkopoly, Algoritam, kratke priče, 2014.
- Kak je zgorel presvetli Trombetassicz, Hena com, roman, 2017., preveden na slovenski jezik
- Mogla bi se zvati Leda, Hena com, roman, 2018.
- Vošicki, Hena com, roman, 2020.
- Šalaporte, Hena com, roman, 2023.

## Nagrade
Za roman Kak je zgorel presvetli Trombetassicz dobio je nagradu Katarina Patačić kao najbolja knjiga na kajkavskom narječju objavljena te godine.
Roman Mogla bi se zvati Leda bio je u užem izboru za nagradu Gjalski, a objavljen je i kao zvučna knjiga u izdanju Hrvatske knjižnice za slijepe.
Za roman Vošicki dobio je Nagradu Vladimir Nazor i nagradu Fric.